# Сибір

Сибірський федеральний округ
Сучасна територія Сибіру
Історична територія Сибіру

Сибір — великий історико-географічний регіон Євразії, що простягається від Північного Льодовитого океану на півночі до горбкуватих степів Казахстану та Монголії та лісів КНР на півдні (близько 3 500 км) і від Уралу на заході до гірських хребтів тихоокеанського вододілу на сході (близько 7000 км). Площа регіону становить близько 10 млн км².
До 1917 (інколи й тепер, зокрема в історичній й етнографічній літературі) назва Сибіру стосується й Далекого Сходу; разом з ним Сибір має 12,8 млн км² (30 % території всієї Азії) й 26 млн населення. Південна межа Сибіру покривається з південної межею Росії з Казахстаном і Монголією. Сибір обіймає Якутію, Тиву, Бурятію, Алтайський і Красноярський краї, Республіку Алтай, Хакасію, Тюменську, Курганську, Омську, Новосибірську, Томську, Кемеровську, Іркутську області й Забайкальський край.

## Природа

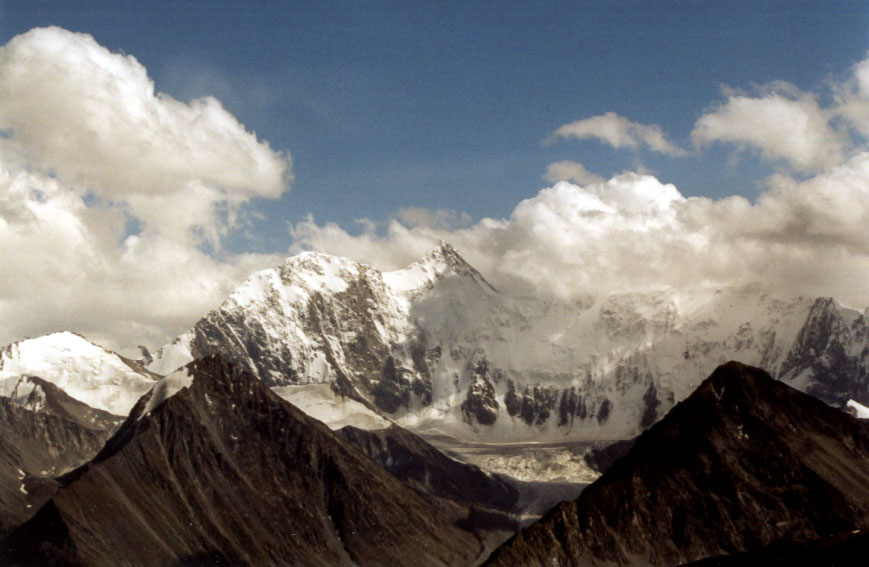
Гора Белуха, Республіка Алтай

Основні геоморфологічні області Сибіру: Західно-Сибірська низовина (близько 2 млн км²); її продовження на північному сході — Північно-Сибірська низовина; Середньосибірське плоскогір'я між річками Єнісеєм і Леною (пересічна висота 500—700 м, найбільша — 1 701 м), розчленоване глибокими долинами; основу становлять палеозійські відклади); гори Південного Сибіру (Алтай — до 4 506 м, Західний і Східний Саяни, Яблоновий хребет, Становий хребет й ін.) та гори Північно-Східного Сибіру — від Верхоянського хребту на заході до Колимського нагір'я на сході, з низовинами Яни, Індігірки і Колими. Сибір має багаті природні ресурси, великі поклади кам'яного й бурого вугілля (Кузнецький, Кансько-Ачинський, Іркутський та ін. басейни), нафти і газу, залізної руди, рідкісних (золото) і кольорових металів, алмазів (Західна Якутія) тощо.

## Клімат
Клімат Сибіру континентальний і в більшій частині краю помірно холодний, на півночі — субполярний і полярний, на південному заході — помірно теплий і сухий. Середньорічна температура майже повсюдно нижча за 0 °C. (на південному сході від -15 до -18 °C), середньомісячні температури липня — від +2 … +5 °C на крайній півночі, до +22 °C на південному заході, січня від -16 °C на південному заході до -50 °C на північному сході (в околицях Оймякона мінімальна температура -71°C — абсолютний мінімум північної півкулі). Атмосферні опади (їх найбільше влітку) від 150—250 на північному сході, до 500—530 мм на заході, в горах до 2 м. Сніговий настил триває 5 — 8 місяців; на великих просторах панує вічна мерзлота. Річкова мережа густа; майже всі річки належать до басейну Північного Льодового океану; найбільші: Об з Іртишем, Єнісей, Лена; скресання річок на 5 — 8 місяців; вони важливі для транспорту і будови ГЕС.
Уздовж Північного Льодового океану простягається смуга безлісної тундри, близько 7 млн км² займає тяжкопрохідна тайга, яка на південно-заході переходить у лісостеп і степ з родючими для сільського господарства ґрунтами (сірі опідзолені та чорноземні), а на південно-сході у гірську тайгу.

## Історія Сибіру

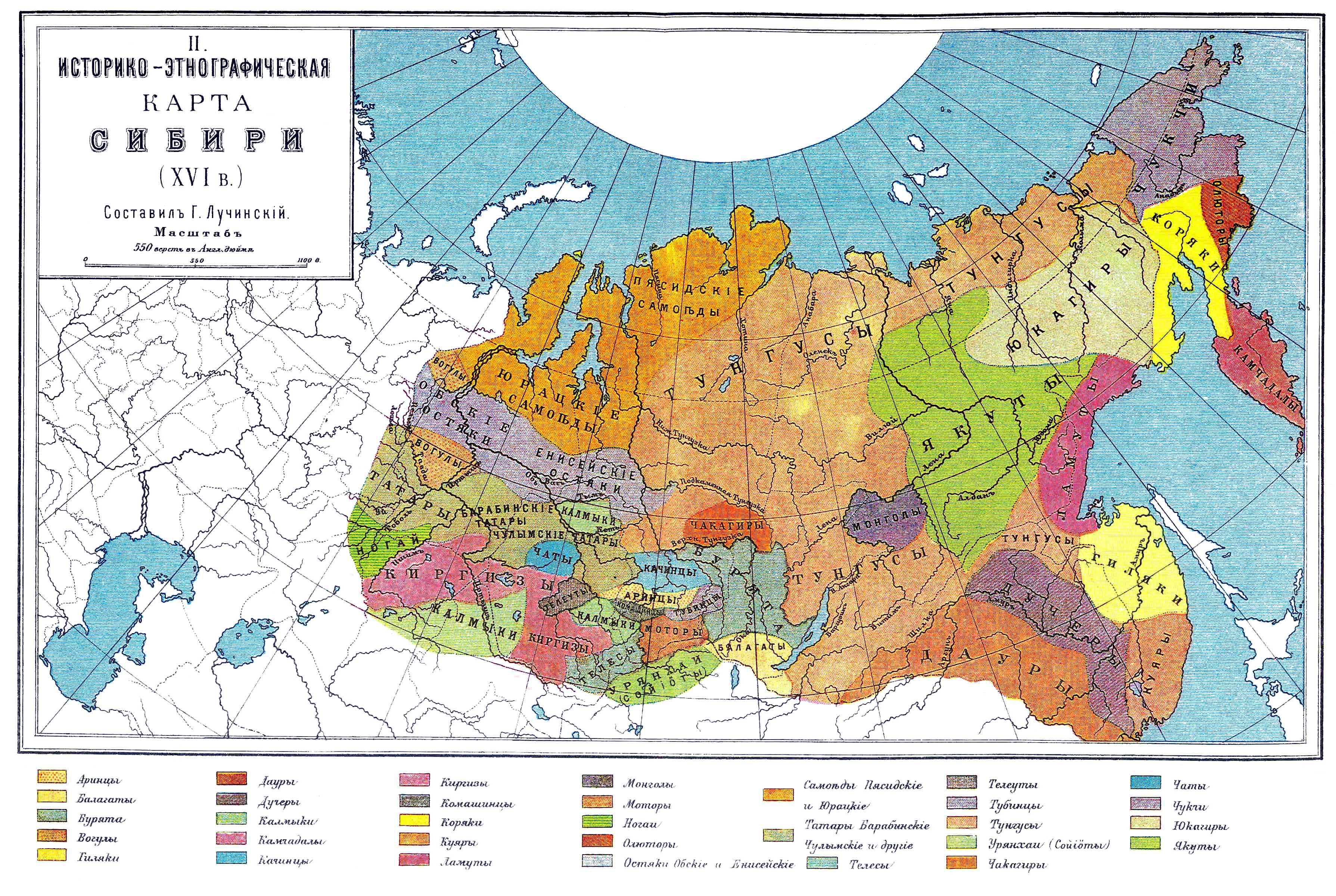
Народи Сибіру

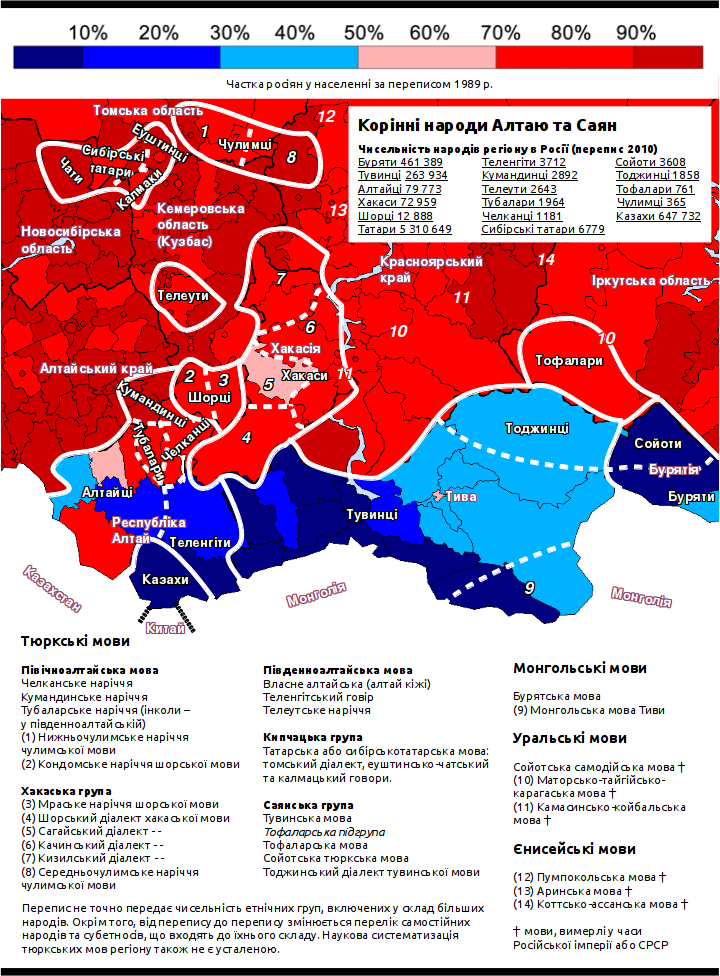
Корінні народи півдня центрального Сибіру

Найдавніші людські поселення в Сибіру відомі з пізнього палеоліту та неоліту, у другій половині 1 тисячоліття в Сибіру виникли різні союзи племен і перші держави.
У середині 13 століття майже весь Сибір став частиною імперії Чингісхана, по його смерті Західний Сибір став складовою частиною Золотої Орди, а потім тут виникло Сибірське ханство.
Населення Сибіру складалося тоді з різних малочисельних народів на різному ступені суспільного й економічного розвитку. На півночі вони займалися рибальством і мисливством та годівлею північних оленів, на півдні переважало скотарство. Вони належали до різних етнічних і мовних груп: тюркської (сибірські татари, якути, тувинці й ін.), монгольської, фіно-угорської, турґусо-маньчжурської, самоїдської, а також до так званих палеоазійських народів на північному сході.
Північно-західний Сибір перебував під економічним, а з 13 століття і політичним впливом Великого Новгорода, а по його занепаді — Великого князівства Московського.
Скасування кріпацтва в Російській імперії (1861) і постале з тим малоземелля і безземелля селян спричинило значне збільшення еміграції за Урал, насамперед на південні землі Сибіру, які надавалися для хліборобства. Еміграція в Сибір охопила спершу російські центрально-чорноземні області, згодом також Білорусь, з 1890-х і Україну. Кількість всіх поселенців у Сибіру можна припускати у 1861 — 91 на 0,5 млн (17 000 на рік) і на близько 4,5 млн у 1892-1914 (200 000 на рік). У 19 століття на Сибір заслано близько 1 млн осіб, головне селян; на початку 20 століття кількість засланих нараховано до 287 000 (без каторжан; у той час заслання вже були обмежені).
Визначні суверенні держави Сибіру
- Держава Сяньбей (І—III ст. н. е.)
- Перший Тюркський каганат (6-7 ст.)
- Східнотюркський каганат (VII ст.)
- Другий Тюркський каганат (VII—VIII ст.)
- Монгольська імперія (13-14 століття)
- Сибірське ханство (1468—1598)
- Російське царство (1598—1721)
- Російська імперія (1721—1917)
- Російська республіка (1917—1918)
- Російська Соціалістична Федеративна Радянська Республіка (1918—1922)
- Далекосхідна республіка (1920—1922)
- Тувинська Народна Республіка (1921—1944)
- Радянський Союз (1922—1991)
  - Російська Радянська Федеративна Соціалістична Республіка (1922—1991)
- Російська Федерація (1991–тепер)

## Господарство Сибіру

### Економіка

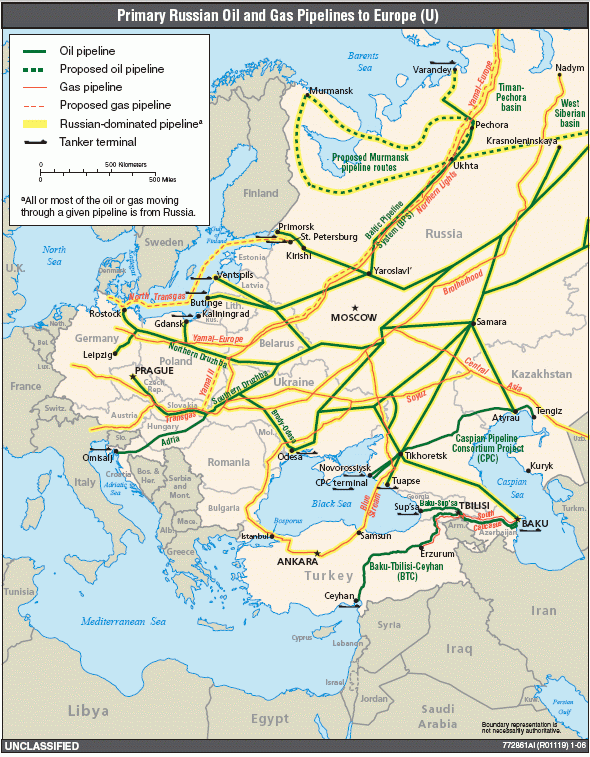
Російські нафто- і газопроводи в експлуатації

Новосибірськ — найбільше за чисельністю населення і найважливіше місто для економіки Сибіру, яке отримало додатковий імпульс з 2000 року, коли його було визначено регіональним центром виконавчої влади (Сибірський федеральний округ). Омськ є історичне і нині друге за величиною місто в регіоні, в якому з 1950-х років розташований найбільший в Росії нафтопереробний завод — Омський нафтопереробний завод.
Надзвичайно багата на корисні копалини Сибір, містить руди майже всіх економічно цінних металів. Тут знаходяться одні з найбільших у світі родовищ нікелю, золота, свинцю, вугілля, молібдену, гіпсу, алмазів, діопсиду, срібла та цинку, а також великі нерозвідані ресурси нафти та природного газу. Близько 70 % розроблених нафтових родовищ Росії знаходяться в Ханти-Мансійському регіоні. Росія містить близько 40 % відомих світових запасів нікелю на Норильському родовищі в Сибіру. Норильський нікель є найбільшим у світі виробником нікелю та паладію.
Сільське господарство Сибіру сильно обмежене коротким вегетаційним періодом на більшій частині регіону. Проте на південному заході, де ґрунти складаються з надзвичайно родючих чорноземів, а клімат дещо помірніший, тут широко вирощують пшеницю, ячмінь, жито та картоплю, а також випасають велику кількість овець і великої рогатої худоби. В інших місцях виробництво продуктів харчування через низьку родючість підзолистих ґрунтів і надзвичайно короткий вегетаційний період обмежується оленярством у тундрі, що практикується місцевими жителями вже богато років. Сибір має найбільші у світі ліси. Деревина залишається важливим джерелом прибутку, навіть незважаючи на те, що багато лісів на сході вирубуються набагато швидше, ніж вони можуть відновлюватися. Охотське море є одним з двох або трьох найбагатших рибних господарств у світі завдяки своїм холодним течіям і дуже великим діапазонам припливів, і, таким чином, Сибір виробляє понад 10 % світового річного вилову риби, хоча рибальство дещо скоротилося після розпаду СРСР у 1991 році.
Як повідомлялося у 2009 році, розвиток відновлюваної енергетики в Росії стримується відсутністю сприятливої державної політики Станом на 2011 рік Сибір все ще пропонує особливі можливості для розвитку відновлюваної енергетики. Віддалені райони Сибіру занадто дорогі для підключення до центральних електричних і газових мереж, і тому історично вони забезпечувалися дорогим дизельним пальним, яке іноді доставлялося гелікоптерами. У таких випадках відновлювана енергія часто є дешевшою.

### Екологія
У Сибіру розташована більшість найбільш екологічно забруднених міст Росії, включаючи найнебезпечніший — Норильськ. Шість міст регіону: Новокузнецьк, Ангарськ, Омськ, Красноярськ, Братськ і Новосибірськ — виробляють викиди в атмосферу більше, ніж 12-мільйонна Москва. Основна причина екологічного неблагополуччя — розміщення у сибірських містах з 1950-1960-х рр. гігантських «брудних» виробництв — металургії, теплоенергетики, целюлозної промисловості. Вже у 1970-ті рр. міста регіону викидали в середньому 3,7 тонни промислових відходів щодобово при 0,7 тонни викидів у центральних містах Росії.
Проте на значній частині Сибіру далеко від промислових центрів ще зберігається сприятлива екологічна атмосфера, пов'язана насамперед з тим, що природа значної частини цього краю залишається майже незайманою.

## Транспорт
До багатьох міст північного Сибіру, таких як Петропавловськ-Камчатський, неможливо дістатися автотранспортом, оскільки практично немає сполучення з іншими великими містами Росії та Азії. До Сибіру можна дістатися Транссибірською магістраллю. Транссибірська магістраль проходить від Москви на заході до Владивостока на сході. До міст, які розташовані далеко від залізниці, можна дістатися повітряним транспортом або окремою Байкало-Амурською залізницею (БАМ).

## Людність Сибіру
Найбільші міста Сибіру: Новосибірськ (1 584 138), Омськ (1 178 100), Красноярськ (1 066 934), Тюмень (697 037), Барнаул (635 550), Іркутськ (620 099), Новокузнецьк (551 253), Томськ (569 428), Кемерово (553 076), Улан-Уде (426 650), Сургут (340 845), Чита (339 453), Якутськ (299 169), Нижньовартовськ (268 456), Братськ (236 313), Ангарськ (227 507), Бійськ (203 832).

## Релігія

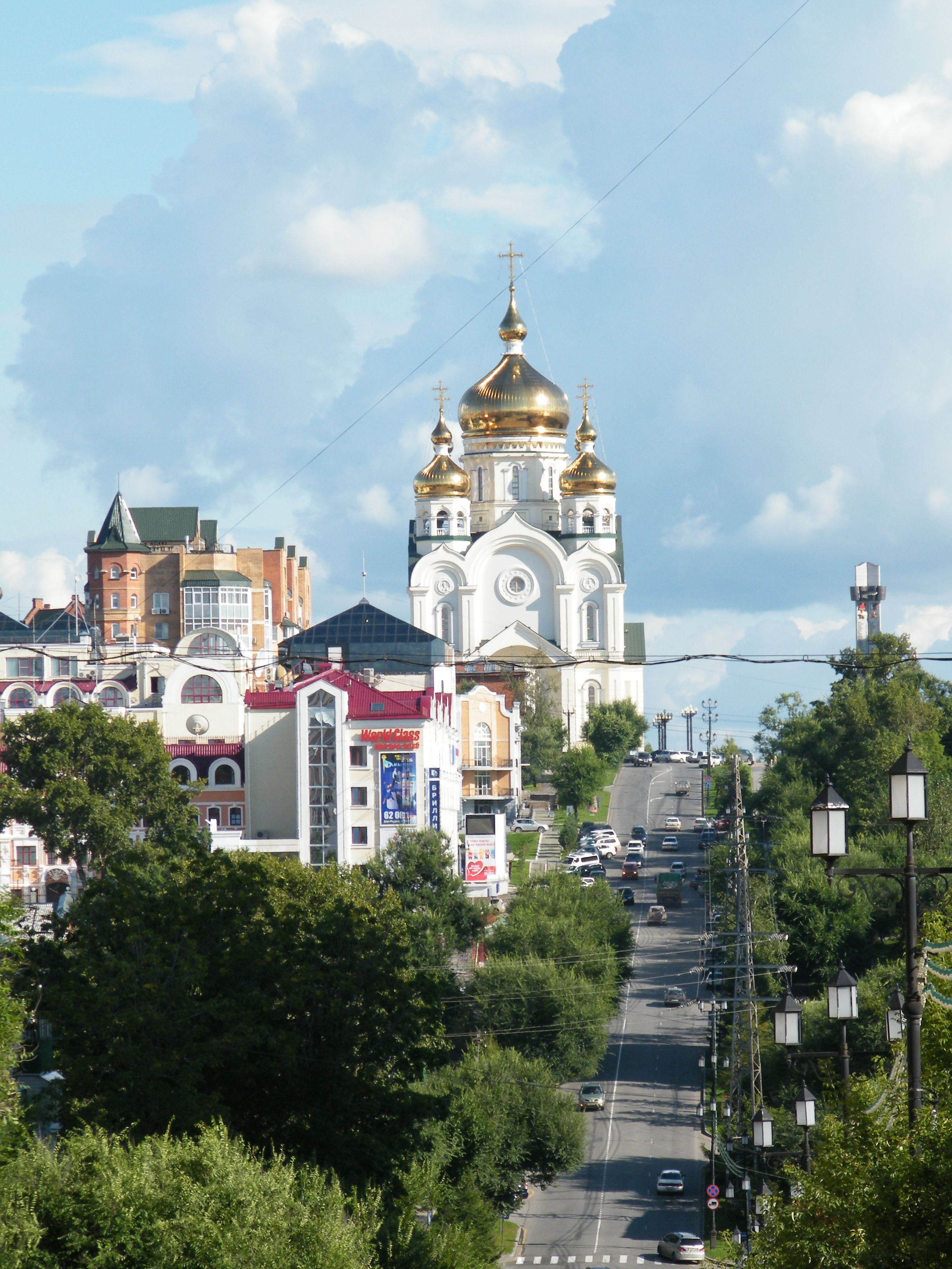
Спасо-Преображенський собор, Хабаровськ

У Сибіру існують різноманітні вірування, включаючи православне християнство, інші конфесії християнства, тибетський буддизм та іслам. Лише в Сибірському федеральному окрузі проживає близько 250 тис. мусульман. а оцінками, в Сибіру проживає близько 70 000 євреїв, деякі з них — у Єврейській автономній області. Переважною релігійною групою є Російська православна церква.
За традицією Сибір вважається архетипічною батьківщиною шаманізму, тут поширений політеїзм. Ці місцеві сакральні практики вважаються племенами дуже давніми. Існують записи про сибірські племінні цілющі практики, датовані XIII століттям. На величезній території Сибіру існує безліч різних місцевих богів. До них відносять: Ак-Ана, Анапель, Бугаді-Мусун, Кара-Хан, Халтеш-Анкі, Кіні'дже, Ку'уркіл, Нга, Ну'тенут, Нум-Торум, Пон, Пугу, Тодоте, Токо'йото, Томам, Ксая-Іччіта і Зонгет. До священних місць належить Ольхон, острів в озері Байкал.

## Спорт
Баскетбольна команда «Єнісей» (Красноярськ) виступає в Єдиній лізі ВТБ з 2011-12 років.
Третій за популярністю вид спорту в Росії, хоккей з мячом,має велике значення в Сибіру. У сезоні 2015-16 рр. «Єнісей» з Красноярська став чемпіоном російської Суперліги з хокею з м'ячем третій рік поспіль, перемігши у фіналі «Байкал-Енергію» з Іркутська. Ще дві або три команди (залежно від визначення Сибіру) грають у Суперлізі: чемпіон 2016-17 рр. «СКА-Нафтовик» з Хабаровська, а також «Кузбас» з Кемерова і «Сибсельмаш» з Новосибірська. У 2007 році в Кемерово з'явилася перша в Росії крита арена, спеціально побудована для хокею з м'ячем. Зараз у Хабаровську знаходиться найбільша у світі крита арена, спеціально побудована для хокею з м'ячем, «Арена Єрофей», яка стала місцем проведення Дивізіону А Чемпіонату світу 2018 року. До чемпіонату світу 2020 року крита арена буде готова до використання в Іркутську. Там також буде овал для ковзанярського спорту, Красноярськ також є одним із центрів регбі в Росії, у місті розташовано 2 найбільших клуби країни, СТМ «Єнісей» і «Красний Яр».
Зимову Універсіаду 2019 року приймав Красноярськ.

## Культура

### Кухня
Строганіна — це сира рибна страва корінного населення північної частини арктичного Сибіру, яке готується з сирої, тонкої, довго нарізаної замороженої риби. Це популярна страва серед корінних сибіряків. Сибір також відомий своїми пельменями; які взимку традиційно заморожують і зберігають на відкритому повітрі. Крім того, існують різноманітні ягідні, горіхові та грибні страви, що використовують багатства багатої природи.

## В астрономії
На честь Сибіру названо астероїд (1094) Сиберія, відкритий 12 лютого 1926 радянським астрономом Сергієм Івановичем Белявським в Сімеїзській обсерваторії.